# Christian Kinkela
Christian Fuanda Kinkela (ur. 25 maja 1982 w Kinszasie) – kongijski piłkarz grający na pozycji bocznego obrońcy.

## Kariera klubowa
Kinkela urodził się w Kinszasie, jednak karierę piłkarską rozpoczął we Francji. Jego pierwszym klubem w karierze był Red Star 93 z podparyskiego Saint-Ouen. W 2001 roku odszedł stamtąd do Stade Lavallois, a w 2002 roku został piłkarzem Tours FC. Z kolei w sezonie 2003/2004 grał w belgijskim drugoligowcu, Union Saint-Gilloise.
Latem 2004 roku Kinkela wrócił do Francji i został piłkarzem Racingu Paryż. Z kolei od połowy 2005 do połowy 2007 roku występował w drugoligowym Amiens SC. Jesienią 2007 grał w trzecioligowym Paris FC, ale wiosną 2008 znów grał w drugiej lidze Francji, w US Boulogne. W 2009 roku awansował z nim do Ligue 1, ale odszedł do drugoligowego AC Ajaccio. Następnie grał w CS Sedan, Moreirense FC, LB Châteauroux, ponownie Paris FC i Royal White Star Bruxelles.
| Sezon   | Klub                       | Kraj       | Rozgrywki            | Mecze | Bramki |
| ------- | -------------------------- | ---------- | -------------------- | ----- | ------ |
| 2000/01 | AS Red Star B              | Francja    | CFA 2                | ?     | ?      |
| 2001/02 | Stade Lavallois B          | Francja    | CFA 2                | ?     | ?      |
| 2002/03 | Tours FC                   | Francja    | CFA                  | 25    | 2      |
| 2003/04 | Union Saint-Gilloise       | Belgia     | Tweede Klasse        | 9     | 0      |
| 2004/05 | Racing Paryż               | Francja    | National             | 29    | 2      |
| 2005/06 | Amiens SC                  | Francja    | Ligue 2              | 18    | 1      |
| 2006/07 | Amiens SC                  | Francja    | Ligue 2              | 24    | 2      |
| 2007/08 | Paris FC                   | Francja    | National             | 17    | 7      |
| 2007/08 | US Boulogne                | Francja    | Ligue 2              | 15    | 3      |
| 2008/09 | US Boulogne                | Francja    | Ligue 2              | 12    | 1      |
| 2009/10 | AC Ajaccio                 | Francja    | Ligue 2              | 35    | 9      |
| 2010/11 | AC Ajaccio                 | Francja    | Ligue 2              | 36    | 6      |
| 2011/12 | AC Ajaccio                 | Francja    | Ligue 1              | 29    | 2      |
| 2012/13 | CS Sedan                   | Francja    | Ligue 2              | 8     | 0      |
| 2012/13 | Moreirense FC              | Portugalia | Liga Sagres          | 8     | 0      |
| 2013/14 | LB Châteauroux             | Francja    | Ligue 2              | 25    | 3      |
| 2014/15 | Paris FC                   | Francja    | Championnat National | 22    | 8      |
| 2015/16 | Paris FC                   | Francja    | Championnat National | 13    | 1      |
| 2015/16 | Royal White Star Bruxelles | Belgia     | Tweede klasse        | 4     | 0      |

Stan na: koniec sezonu 2015/2016

## Kariera reprezentacyjna
W reprezentacji Demokratycznej Republiki Konga Kinkela zadebiutował w 2005 roku. W 2006 roku rozegrał 4 spotkania w Pucharze Narodów Afryki 2006: z Togo (2:0), z Angolą (0:0), z Kamerunem (0:2) i ćwierćfinale z Egiptem (1:4).